# 瓦西里夫斯凱 (哈爾科夫區)
49°39′20″N 35°58′47″E / 49.65556°N 35.97972°E
瓦西里夫斯凱（烏克蘭語：Василівське）是位於烏克蘭東部的村莊，由哈爾科夫州哈爾科夫區的新沃多拉哈市鎮負責管轄。該村面積0.33平方公里，海拔高度195米，2001年人口63，人口密度每平方公里190.9人。